# Вайсмис
Вайсмис (нем. Weissmies) — вершина высотой 4017 метров над уровнем моря, расположенная в Пеннинских Альпах в кантоне Вале, Швейцария.

## Физико-географические характеристики
Вайсмис — один из десяти четырёхтысячников, расположенных вокруг долины Саастал. Вайсмис расположен в основной горной цепи Альп в массиве, отделяющем долину Саастал от долины Симплон. Массив состоит из двух других основных вершин, лежащих на север, Лаггинхорн (4010 метров) и Флетчхорн (3985 метров). Вайсмис расположен между вершиной Лаггинйох (3500 метров) на севере и горного перевала Цвишбергенпасс (3260 метров) на юге. Напротив Вайсмиса на западе стоит вершина Дом, третья по высоте в Альпах.

## История восхождений
Первое восхождение на Вайсмис совершили Якоб Кристиан Хойссер (Jakob Christian Häusser) и Петер Йозеф Цурбригген (Peter Josef Zurbriggen) в 1855 году по юго-западному хребту (Трифтграту). Вокруг подъёма была полемика, так как местные гиды не верили, что на пик можно взойти без их помощи. Когда они самостоятельно совершили восхождение к вершине, следуя по следам Хойссера и Цубриггена, они обнаружили, что пик уже действительно покорён.
Восточная сторона впервые была покорена Дж. А. Пиблсом, Е. П. Джексоном и Маргарет Джексон с проводниками П. Шлигелем, Ю. Руби и Дж. Мартином 17 октября 1876 года. Более сложная южная стена была пройдена в 1884 году К. Х. Уилсоном, А. Бургенером, Дж. Фуррером. Две недели спустя, В. Х. и Е. Пэйны с Т. Анденнматтеном и П. Цюрбриггеном открыли новый маршрут по северному хребту.

## Маршруты восхождений
Классический маршрут на Вайсмис пролегает по леднику Трифт и юго-западному хребту Трифтграт. Путь начинается со станции кабельной дороги Хозас (3200 метров) и занимает примерно 4 часа по склону наклоном около 40 градусов по леднику с попадающимися ледниковыми трещинами. Другой путь начинается с перевала Цвишбергенпасс у подножия южного хребта.

## Галерея

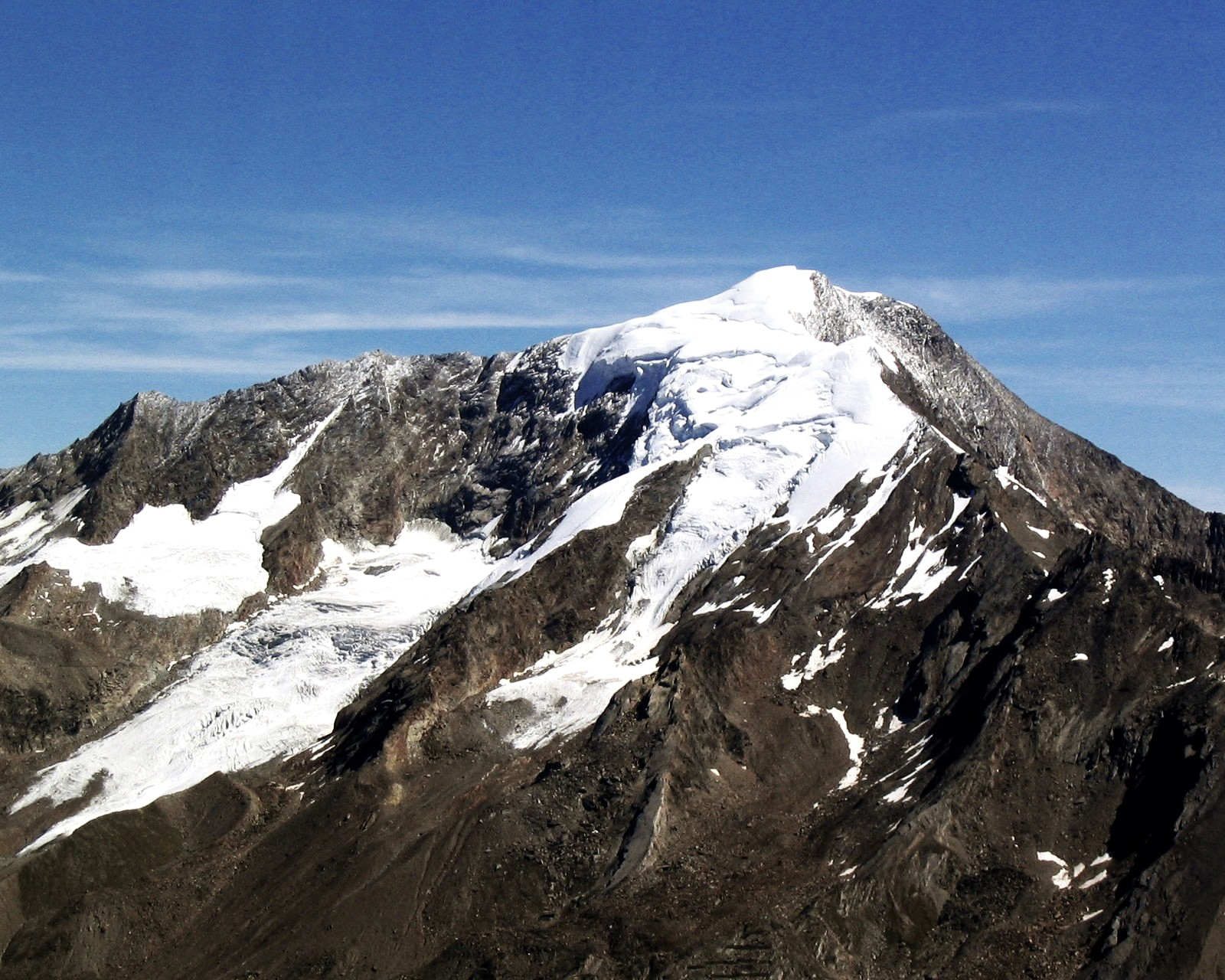
Вид на Вайсмис с западной стороны
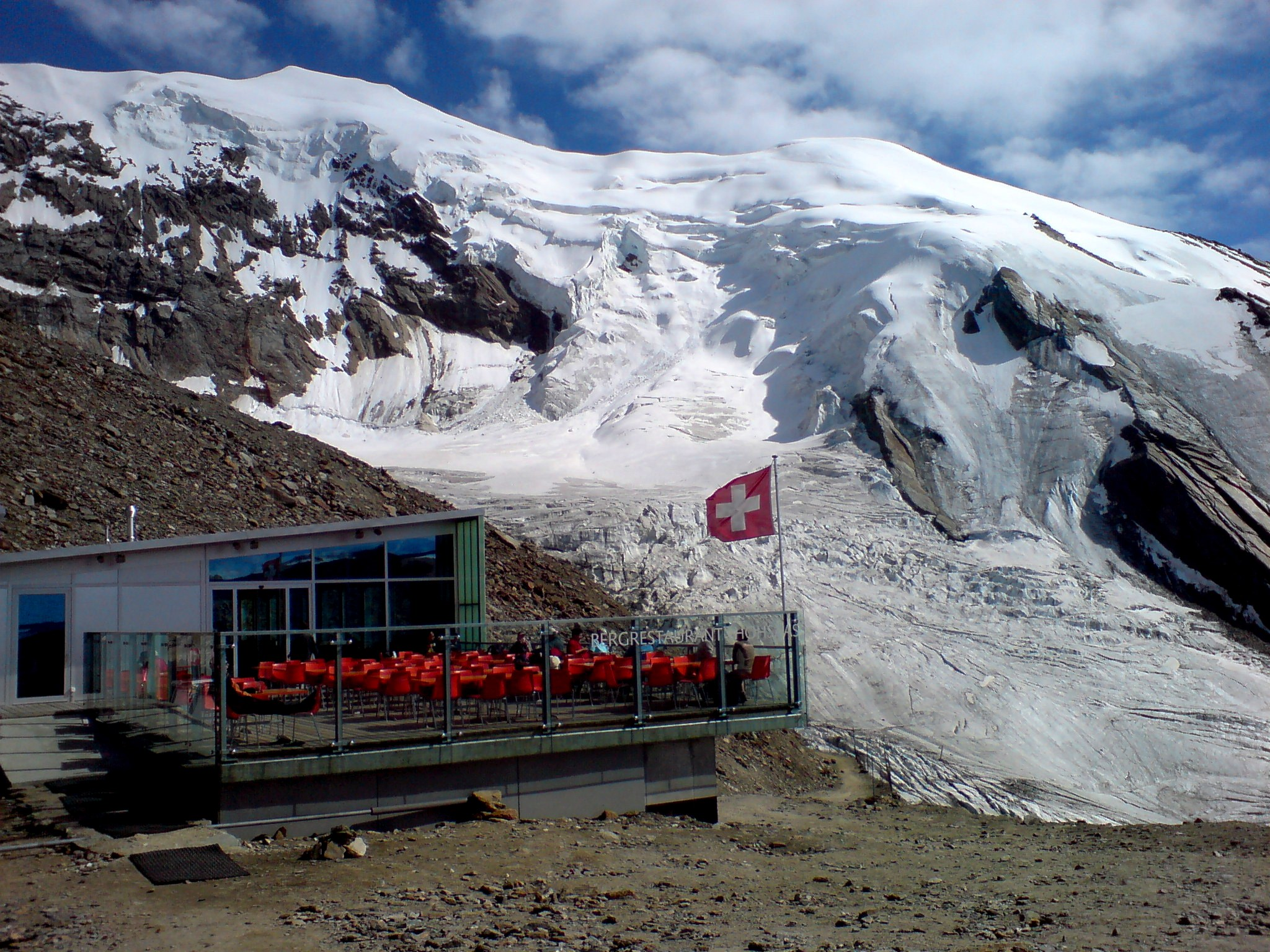
Вид на Вайсмис с северной стороны из Хозас (Hohsaas)